# Fernande Chiocchio
Fernande Chiocchio (* 29. Mai 1929 in Montreal; † 27. September 2021) war eine kanadische Sängerin (Mezzosopran) und Musikpädagogin.

## Leben
Chiocchio studierte Klavier an der École supérieure de musique de Lachine und war von 1950 bis 1955 Gesangsschülerin von Pauline Donalda und Rolande Ouimet; außerdem nahm sie Unterricht bei Rachele Maragliano-Mori und Philon Ktsanes sowie Jan Doat (Bühnentechnik). Sie debütierte mit Donaldas Opera Guild 1952 in Prokofjews Die Liebe zu den drei Orangen am Her Majesty's Theatre. Mit dem Ensemble trat sie später in weiteren Rollen auf, so als Mercédès in Carmen (1960), Flora in La Traviata (1962), Marthe in Faust (1963) und Suzuki in Madama Butterfly (1965, 1969). 
1958 unternahm sie mit einem Vokalquartett eine Tournee durch Frankreich. Mit Josèphe Colle und George Morgan gründete sie 1963 das Trio vocal de Montréal, das hauptsächlich im Rundfunk der CBC zu hören war. Im Fernsehen der CBC spielte sie u. a. die Titelrolle in Ravels L’enfant et les sortilèges, die Mère Jeanne in Francis Poulencs Dialogues des Carmélites (1960) und die Berta in Il barbiere di Siviglia. Bei den internationalen Sommerakademien 1966 und 1967 in Nizza vervollkommnete sie ihre Ausbildung bei Pierre Médecin und Iris Corradetti.
Bei den Festivals von Montreal trat Chiocchio u. a. in Igor Strawinskys Les Noces und Harry Somers’ The Fool (1962), Jules Massenets Werther (als Charlotte, 1963) und Gilbert Bécauds L'Opéra d'Aran (als Mara, 1965) auf. an der Opéra du Québec sang sie die Novizenmeisterin in Suor Angelica (1971), die Maddelena in Rigoletto (1972) und die Emilia in Otello (1973). 
1978 wirkte sie an der Oper von Nantes an Aufführungen von Gustave Charpentiers Louise und  Jacques Bondons I 330 mit. Nachdem sie bereits von 1967 bis 1977 am Conservatoire de Hull Gesangsunterricht gegeben hatte, unterrichtete sie ab 1982 privat in Montreal. Von 1984 bis 1988 war sie künstlerische Leiterin der Opéra-Comique du Québec. 2006 wurde sie in den Panthéon canadien de l’art lyrique der Opéra de Montréal aufgenommen.